# Glypta protrusa
Glypta protrusa là một loài tò vò trong họ Ichneumonidae.